# Alice Manfieldová
Alice Manfieldová (nepřechýleně Alice Manfield; 1878 – 14. července 1960) známá jako Guide Alice byla australská horská průvodkyně, amatérská přírodovědkyně, vlastník horské chaty, fotografka a významná feministka Viktoriánské Austrálie. Její průkopnická práce na Mount Buffalu od roku 1890 do 1930 vedla k tomu, že se tato oblast stala turistickou atrakcí a pomohla vytvořit park Mount Buffalo National Park.

## Galerie

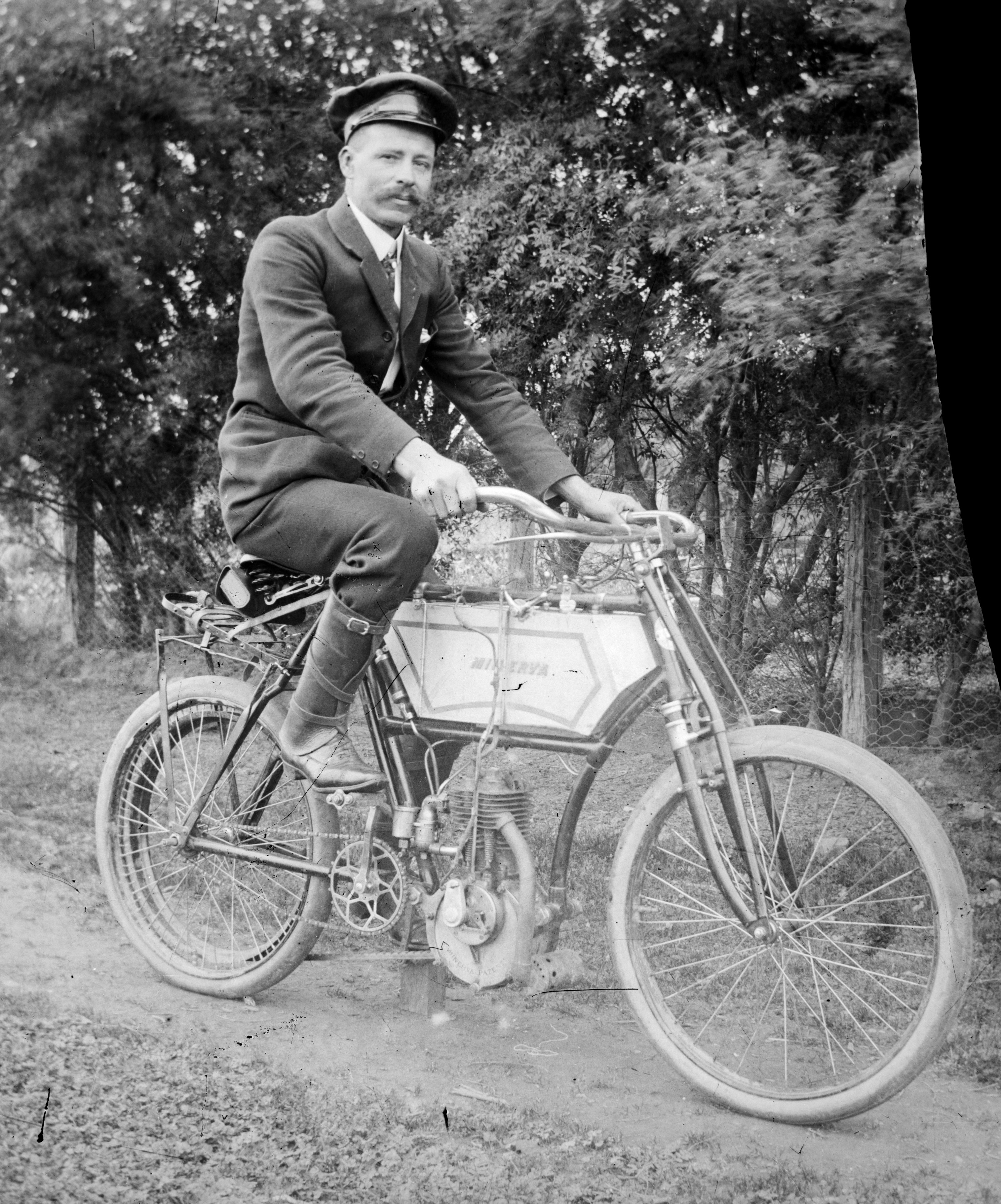
Muž na motorovém kole, Mt Buffalo
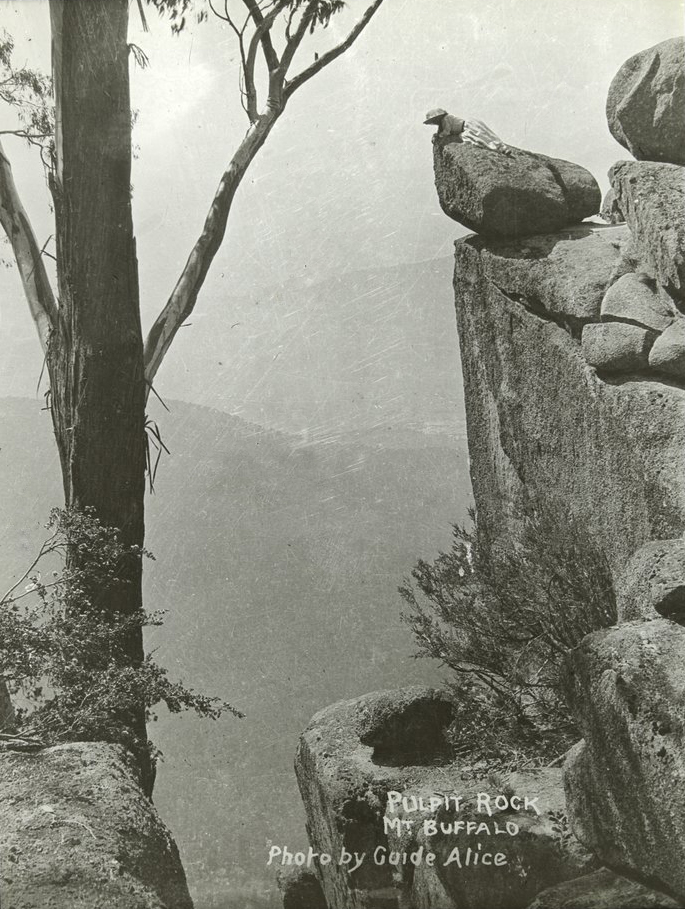
Pulpit Rock, Mt Buffalo